# 吉富大倫
吉富 大倫（よしとみ ひろみち、1976年7月7日 - 、本名同じ）は、日本の神奈川県横浜市出身の映像クリエイター、俳優、映画監督。
1999年から劇団ジアザーサイドで舞台を中心に役者をし、劇団内でhuman pudding picturesという映像を中心とするインディペンデントプロダクションを立ち上げる。
その後、映像に転身し映像制作会社で映像を学ぶ。退社後は、human pudding picturesの主宰を勤めながら映画監督をしている。
（http://www.humanpudding.net/ から引用）

## 映画
- datura(2002)監督作品　ぴあフィルムフェスティバル出展　- 監督・脚本・編集
- third area (2003)監督作品　　- 監督・脚本・編集
- RooM(2004)監督作品　- 監督・脚本・編集
- RooM2(2005)監督作品　Short Shorts Film Festival & ASIA 出展　- 監督・脚本・編集
- area2005(2005)監督作品　- 監督・脚本・編集
- call (2007)監督作品　監督　脚本　編集
- エコ魔人第1話〜第3話(2009)監督作品　- 監督・脚本・編集
- 恋せよ乙女(2009)共同監督作品 第20回 東京国際レズビアン&ゲイ映画祭入選

East-West Art Award Competition2014 Most favourite video賞　- 監督・編集
- ターミナル(2009)監督作品　ぴあフィルムフェスティバル出展　- 監督・編集
- クローバー(2009)出演 田湊監督作品
- GARDEN(2010)出演　田湊監督作品
- DARK IN THE DARK(2011)監督作品 - 監督・脚本・編集
- あらかわ刑事(2011)監督作品　「第4回したまちコメディ映画祭in台東」の短編コンペティション入選- 監督・編集
- Flower(2011)出演　田湊監督作品
- えどがわ刑事(2012)監督作品 - 監督・脚本・編集
- DARK IN THE DARK2(2012)監督作品 - 監督・脚本・編集
- シェアハウス(2012)監督作品
- SPACE IDIOT(2014)監督作品 - 監督・脚本・編集 杉並ヒーロー映画祭　入選
- 最後の面接(2014)監督作品 - 監督・脚本・編集　●第8回栃木・蔵の街かど映画祭　入選 ●小坂本町一丁目映画祭Vol.13　入選 ●第2回映画少年短編映画祭入選 ●第2015年カンヌ映画祭　短編映画ブースへの出品 ●第5回OhIDO映画祭入選 ●福岡インディペンデント映画祭2015上映
- リュウとヒカル(2015)監督作品 - 監督・脚本・編集
- 過去からきたあいつ(2016)監督作品 - 監督・脚本・編集 ●小坂本町一丁目映画祭Vol.14　入選

## ラジオ
- humanpudding素敵ラジオ（全75回）MC
- かわさきFM『かわさき元気ワイド！』ゲスト出演
- モバイル映画マガジン「CINEMA VITA」脚本
- ラジオ完全包囲網（全45回）　MC
- ハイブリッドラジオ（放送終了）　MC

（humanpudding素敵ラジオはpodcastラジオhttp://www.voiceblog.jp/humanpudding/ 参照）

## 舞台
- キクチ（1999年）大塚ジェルスホール
- 海人山人（2000年）シアターグリーン
- ビバリーヒルズ・ボーイズビー（2000年）大塚ジェルスホール
- 爆魔II純情伝『鉄道員』（2001年）大塚ジェルスホール
- レニクラ物語（2001年）早稲田どらま館
- サクセス斎藤（2002年）早稲田どらま館
- トルシエ（2002年）早稲田どらま館
- 日米大戦争（2003年）大塚ジェルスホール
- GUNT（2007年）彩の国さいたま芸術劇場大ホール
- 葵上(2012年）浅草リトルシアター

## WEBTV
- ゆうぷり(全26回）MC

(https://ameblo.jp/u-pudding/ を参照）